# Bielawki (województwo kujawsko-pomorskie)
Bielawki – wieś w Polsce położona w województwie kujawsko-pomorskim, w powiecie rypińskim, w gminie Wąpielsk.
W latach 1975–1998 miejscowość administracyjnie należała do województwa toruńskiego.
Według Narodowego Spisu Powszechnego (III 2011 r.) liczyła 107 mieszkańców. Jest jedenastą co do wielkości miejscowością gminy Wąpielsk.
W 1928 roku rolnik Stanisław Barczewski otrzymał Brązowy Krzyż Zasługi „za zasługi na polu pracy społecznej i samorządowej”